# Rizki Juniansyah
Rizki Juniansyah, né le 17 juin 2003, est un haltérophile indonésien.

## Biographie
Rizki Juniansyah naît le 17 juin 2003.
Il remporte la médaille d'argent dans la catégorie des moins de 73 kg aux Championnats du monde d'haltérophilie 2022 qui se déroulent à Bogotá, en Colombie,. Il remporte la médaille d'or dansdans la catégorie des moins de 73 kg aux Jeux de la solidarité islamique de 2021 qui se tiennent à Konya, en Turquie,.
En 2021, il remporte la médaille d'or dans la catégorie des moins de 73 kg aux Championnats du monde juniors d'haltérophilie qui se tiennent à Tachkent, en Ouzbékistan ,. Il remporte également la médaille d'or lors des Championnats du monde juniors d'haltérophilie 2022 qui se déroulent à Héraklion, en Grèce,. Il établit également un nouveau record du monde junior à l'arraché avec une levée à 156 kg. Lors de ses débuts olympiques, il remporte ensuite l'épreuve masculine des moins 73 kg aux Jeux olympiques de 2024, battant ainsi le record olympique ,. Il s'agit de la première médaille d'or olympique de l'Indonésie en haltérophilie. Il devient ainsi le plus jeune athlète indonésien à remporter une médaille d'or olympique .